# Fistaszki zebrane
Fistaszki zebrane (ang. The Complete Peanuts) – zbiorcze wydanie wszystkich odcinków (17 897) amerykańskiego gazetowego komiksu Fistaszki, którego twórcą był Charles Schulz. Ukazało się ono w 26 tomach w latach 2004–2016 nakładem wydawnictwa Fantagraphic Books.  

## Wydanie polskie
Polskie wydanie Fistaszków zebranych ukazuje się od 2008 roku nakładem wydawnictwa Nasza Księgarnia. Nowe tomy kolekcji pojawiają się dwa razy w roku i zawierają paski komiksowe z dwóch lat. Wyjątkiem jest pierwszy tom obejmujący lata 1950–1952. Całość będzie obejmowała 25 tomów, a ostatni z nich zostanie wydany w październiku 2021 roku.

## Historia publikacji
W 1997 roku Schulz podjął z wydawnictwem Fantagraphics Books rozmowy na temat wydania antologii Fistaszków. Pomysł wydania wszystkich pasków przez długi czas budził opór Schulza. Nie chciał wznawiania pierwszych pasków, które uznawał za gorsze od tych późniejszych w jego karierze.

## Tomy w wydaniu polskim
Oprócz prac Schulza każdy tom zawiera wstęp napisany przez osobę związaną z kulturą popularną, indeks postaci i tematów oraz biografię Schulza którą napisał Gary Groth.
Cała edycja jest tłumaczona przez Michała Rusinka.
Komiksy ukazujące się w niedziele, oryginalnie kolorowe, zostały za zgodą wdowy po Schultzu przedstawione jako czarno-białe.
| Tom | Tytuł                        | Data wydania     | Postać na okładce | Postać na grzbiecie tomu | Autor wstępu              | Liczba stron |
| --- | ---------------------------- | ---------------- | ----------------- | ------------------------ | ------------------------- | ------------ |
| 1   | Fistaszki zebrane: 1950–1952 | Październik 2008 | Charlie Brown     | Shermy                   | Kamil Śmiałkowski         | 360          |
| 2   | Fistaszki zebrane: 1953–1954 | Październik 2009 | Lucy van Pelt     | Charlotte Braun          | Jerzy Szyłak              | 344          |
| 3   | Fistaszki zebrane: 1955–1956 | Październik 2010 | Pig-Pen           | Patty                    | Wojciech Birek            | 344          |
| 4   | Fistaszki zebrane: 1957–1958 | Maj 2011         | Snoopy            | Violet Gray              | Michał Ogórek             | 344          |
| 5   | Fistaszki zebrane: 1959–1960 | Październik 2011 | Patty             | Schroeder                | Tomasz Minkiewicz         | 344          |
| 6   | Fistaszki zebrane: 1961–1962 | Maj 2012         | Schroeder         | Snoopy                   | Wojciech Orliński         | 344          |
| 7   | Fistaszki zebrane: 1963–1964 | Październik 2012 | Linus van Pelt    | Lucy van Pelt            | Leszek Talko              | 344          |
| 8   | Fistaszki zebrane: 1965–1966 | Maj 2013         | Charlie Brown     |                          | Artur Andrus              | 344          |
| 9   | Fistaszki zebrane: 1967–1968 | Październik 2013 | Violet Gray       | Linus van Pelt           | Maciej Wojtyszko          | 344          |
| 10  | Fistaszki zebrane: 1969–1970 | Maj 2014         | Snoopy            | Pig-Pen                  | Michał Rusinek            | 344          |
| 11  | Fistaszki zebrane: 1971–1972 | Październik 2014 | Sally Brown       | Thibault                 | Wojciech Mann             | 344          |
| 12  | Fistaszki zebrane: 1973–1974 | Maj 2015         | Woodstock         | Frieda                   | Rafał Skarżycki           | 344          |
| 13  | Fistaszki zebrane: 1975–1976 | Październik 2015 | Frieda            | Charlie Brown            | Jacek Fedorowicz          | 344          |
| 14  | Fistaszki zebrane: 1977–1978 | Maj 2016         | Peppermint Patty  | Sally Brown              | Andrzej Poniedzielski     | 344          |
| 15  | Fistaszki zebrane: 1979–1980 | Październik 2016 | Charlie Brown     | José Peterson            | Agata Passent             | 344          |
| 16  | Fistaszki zebrane: 1981–1982 | Maj 2017         | Linus van Pelt    | Eudora                   | Tomasz Kołodziejczak      | 344          |
| 17  | Fistaszki zebrane: 1983–1984 | Październik 2017 | Franklin          | Roy                      | Joanna Olech              | 344          |
| 18  | Fistaszki zebrane: 1985–1986 | Maj 2018         | Spike             | Marcie                   | Michał Gąsiorowski        | 344          |
| 19  | Fistaszki zebrane: 1987–1988 | Październik 2018 | Lucy van Pelt     | Peppermint Patty         | Tomasz Raczek             | 344          |
| 20  | Fistaszki zebrane: 1989–1990 | Maj 2019         | Charlie Brown     | Franklin                 | Anna Dziewit-Meller       | 344          |
| 21  | Fistaszki zebrane: 1991–1992 | Październik 2019 | Marcie            | Woodstock                | Sylwia Chutnik            | 344          |
| 22  | Fistaszki zebrane: 1993–1994 | Maj 2020         | Peppermint Patty  | Molly Volley             | Anna Burzyńska            | 330          |
| 23  | Fistaszki zebrane: 1995–1996 | Październik 2020 | Snoopy            | Spike                    | Katarzyna Kolenda-Zaleska | 330          |
| 24  | Fistaszki zebrane: 1997–1998 | Maj 2021         | Rerun Van Pelt    |                          |                           |              |
| 25  | Fistaszki zebrane: 1999–2000 | Październik 2021 | Sally Brown       |                          |                           |              |

## Wydania międzynarodowe
Wszystkie międzynarodowe wydania zachowują grafikę, układ i format amerykańskiej wersji.
- amerykańska edycja (The Complete Peanuts) – wydawana od 2004 do 2016 roku przez wydawnictwo Fantagraphics Books. Wydano 26 tomów[2].
- angielska edycja – wydawana od października 2007 przez wydawnictwo Canongate Books. Dotychczas ukazały się 26 tomy[3].
- niemiecka edycja (Peanuts Werkausgabe) – wydawana od października 2006 roku przez wydawnictwo Carlsen Verlag. Dotychczas ukazało się 26 tomów[4].
- portugalska edycja (Peanuts – Obra Completa) – wydawana od 2006 roku przez wydawnictwo Edições Afrontamento. Dotychczas ukazało się 6 tomów[5].
- francuska edycja (Snoopy – Intégrales) – wydawana od listopada 2005 przez wydawnictwo Dargaud. Dotychczas wydano 26 tomów[6].
- hiszpańska edycja (Snoopy y Carlitos) – wydawana od czerwca 2005 przez wydawnictwo Planeta DeAgostini. Dotychczas wydano 25 tomów[7].
- brazylijska edycja (Peanuts Completo) – wydawana od listopada 2009 przez wydawnictwo L&PM Editores. Dotychczas wydano 10 tomów.
- włoska edycja (The Complete Peanuts) – wydawana od maja 2005 roku przez wydawnictwo Panini Comics. Dotychczas wydano 26 tomów[8].